# Maria Aurora
Aurora Augusta Figueiredo de Carvalho Homem (Sátão, 13 de noviembre de 1937 - Funchal, 11 de junio de 2010), conocida por el pseudónimo literario de Maria Aurora, fue una periodista, presentadora de televisión, poeta, y escritora portuguesa, una de las más populares figuras de la cultura, de la Región Autónoma de Madeira.

## Biografía
Maria Aurora nació en 1937, en el pueblo de Sátão, Viseu, era hija de una profesora de primaria y nieta de un médico proveniente de una familia tradicional de Beira Alta, habiéndose radicado en Madeira a partir de 1974.
Obtuvo una licenciatura en Filología románica, por la Universidad de Coímbra, siendo profesora de Enseñanza Media, además hizo radio y televisión (presentadora de Atlântida en la RTP Madeira). También trabajó como periodista en A Capital y en Diário de Lisboa, animadora cultural y coordinadora de la revista Margem, editada por la Cámara Municipal de Funchal a cuyo Departamento cultural perteneció y a través del cual dinamizó la "Feira do Livro".
Tiene diversas obras publicadas en el área de la poética y el cuento infantil.
Falleció a los 72 años, víctima de una prolongada enfermedad., y el funeral se realizó en Funchal, para luego llevarla a Porto Santo, donde fue cremada.

## Obra
Poesía
- Raízes do silêncio, Funchal, 1982

- Ilha a duas vozes, Funchal, 1988, con João Carlos Abreu

- Cintilações, Funchal, 1994, con João Lemos Gomes

- Uma voz de muda espera: monografia sentimental, S. Pedro do Sul, 1995

- 12 textos de desejo, Funchal, 2003

- Antes que a noite caia, Vila Nova de Gaia, 2005

- Discurso amoroso. Editor Campo das letras, Porto. 89 pp. Ilustró Francisco Simões, ISBN 989-625-102-9, ISBN 978-989-625-102-4 2006

Ficción
- A Santa do Calhau: contos, Lisboa. Editor Noticias, 176 pp. ISBN 972-46-0575-2, ISBN 978-972-46-0575-3 1992

- Para ouvir Albinoni, Ponta Delgada, 1995. Vol. 6 de Colecção Autores da Madeira. Editor Campo das Letras, 92 pp. ISBN 972-610-642-7, ISBN 978-972-610-642-5 2003

- Leila: contos, Vila Nova de Gaia, 88 pp. ISBN 989-553-153-2, ISBN 978-989-553-153-0 2005

- Zina, a baleia azul. Ilustró Sónia Cântara. Lisboa. Editor 7 Dias 6 Noites, 24 pp. ISBN 978-989-8048-20-2 2007

Antologías
- Pontos luminosos: Açores e Madeira: antologia de poesia do século XX. Vol. 149 de Fora de colecção. Con Urbano Bettencourt, Diana Pimentel. Editor Campo das Letras, 191 pp. ISBN 989-625-052-9, ISBN 978-989-625-052-2 2006

- São Vicente em fundo: antologia dos prémios do conto "Horácio Bento de Gouveia". Lisboa. Editor 7 Dias 6 Noites, 293 pp. ISBN 989-8232-49-8, ISBN 978-989-8232-49-6 2009

Crónicas
- Discurs(ilha)ndo: crónicas, Funchal. Vol. 3 de Série Novecentos. Editor Calcamar, 193 pp. ISBN 972-8545-03-7, ISBN 978-972-8545-03-1 1999

- Leituras & Afectos: Homenagem a Maria Aurora Carvalho Homen (org. de Thierry Proença Santos). Lisboa. Editor 7 Dias 6 Noites, 264 pp. ISBN 978-989-686-043-1 2010

Infantil
- Vamos cantar histórias, Funchal, 1989

- Juju a tartaruga, Lisboa. Con Maurício Fernandes. Lisboa. Editor Notícias, 191 pp. ISBN 972-46-0551-5, ISBN 978-972-46-0551-7 1991

- Maria e a estrela do mar, Vila Nova de Gaia. Lisboa. Editor 7 Dias 6 Noites, 32 pp. ISBN 978-989-8048-62-2 2007

- A fada Ofélia e o Véu da Noiva. Ilustró José Nelson Pestana Henriques, Vila Nova de Gaia. Lisboa. Editor 7 Dias 6 Noites, 48 pp. ISBN 978-989-8048-84-4 2008

- A cidade do Funcho: a primeira viagem de João Gonçalves da Câmara. Ilustró José Nelson Pestana Henriques, Vila Nova de Gaia. Lisboa. Editor 7 Dias 6 Noites, 56 pp. ISBN 978-989-8048-93-6 2008

- Uma escadinha para o Menino Jesus. Ilustró José Nelson Pestana Henriques, Vila Nova de Gaia. Lisboa. Editor 7 Dias 6 Noites, 48 pp. ISBN 978-989-8232-07-6 2008

- Pedro pesquito e a Câmara dos Lobos. Ilustró José Nelson Pestana Henriques, Vila Nova de Gaia. Lisboa. Editor 7 Dias 6 Noites, 56 pp. ISBN 978-989-8232-41-0 2009

- O anjo Tobias e a rochinha de Natal. Ilustró José Nelson Pestana Henriques, Vila Nova de Gaia. Lisboa. Editor 7 Dias 6 Noites, 40 pp. ISBN 978-989-8232-54-0 2009

- A fada Íris e a floresta mágica. Ilustró Elisabete Henriques, Vila Nova de Gaia. Lisboa. Editor 7 Dias 6 Noites, 40 pp. ISBN 978-989-8232-75-5 2009

- Marta, Xispas e a gruta misteriosa. Ilustró José Nelson Pestana Henriques, Vila Nova de Gaia. Lisboa. Editor 7 Dias 6 Noites, 32 pp. ISBN 978-989-686-003-5 2010[7]

## Honores
- "Medalha da Cidade do Funchal".[8]

### Eponimia
- Calle Maria Aurora Carvalho Homem[9]
- "Prémio Literário para a Infância Maria Aurora Carvalho Homem", desde 2010, por la Editorial 7 Dias 6 Noites[10]